# Iraj
Iraj is een sjah uit de Shahnameh van de dichter Ferdowsi uit de 10e eeuw. Hij is een van de drie zonen van Fereidoen, zijn moeder is Arnavaz en hij is met Sahi gehuwd. Hij wordt door zijn broers gedood en zij sturen zijn hoofd naar hun vader. Een nakomeling van hem, Manuchehr neemt wraak op Salm en Tur.
Na zijn overwinning op Zahhak krijgt Fereidoen bij zijn vrouwen drie zonen: Salm en Tur bij Sharhnavaz en Iraj bij Arnavaz. Hij laat zijn adviseur Jandal naar passende bruiden zoeken en Jandal vindt de drie zusters van Sarv, de koning van de Yemen, geschikt. De drie broers vertrekken naar Sarv, maar krijgen eerst advies van hun vader Fereidoen: Sarv zal hen testen en zij zullen de dochters niet in de volgorde van hun leeftijd aantreffen.

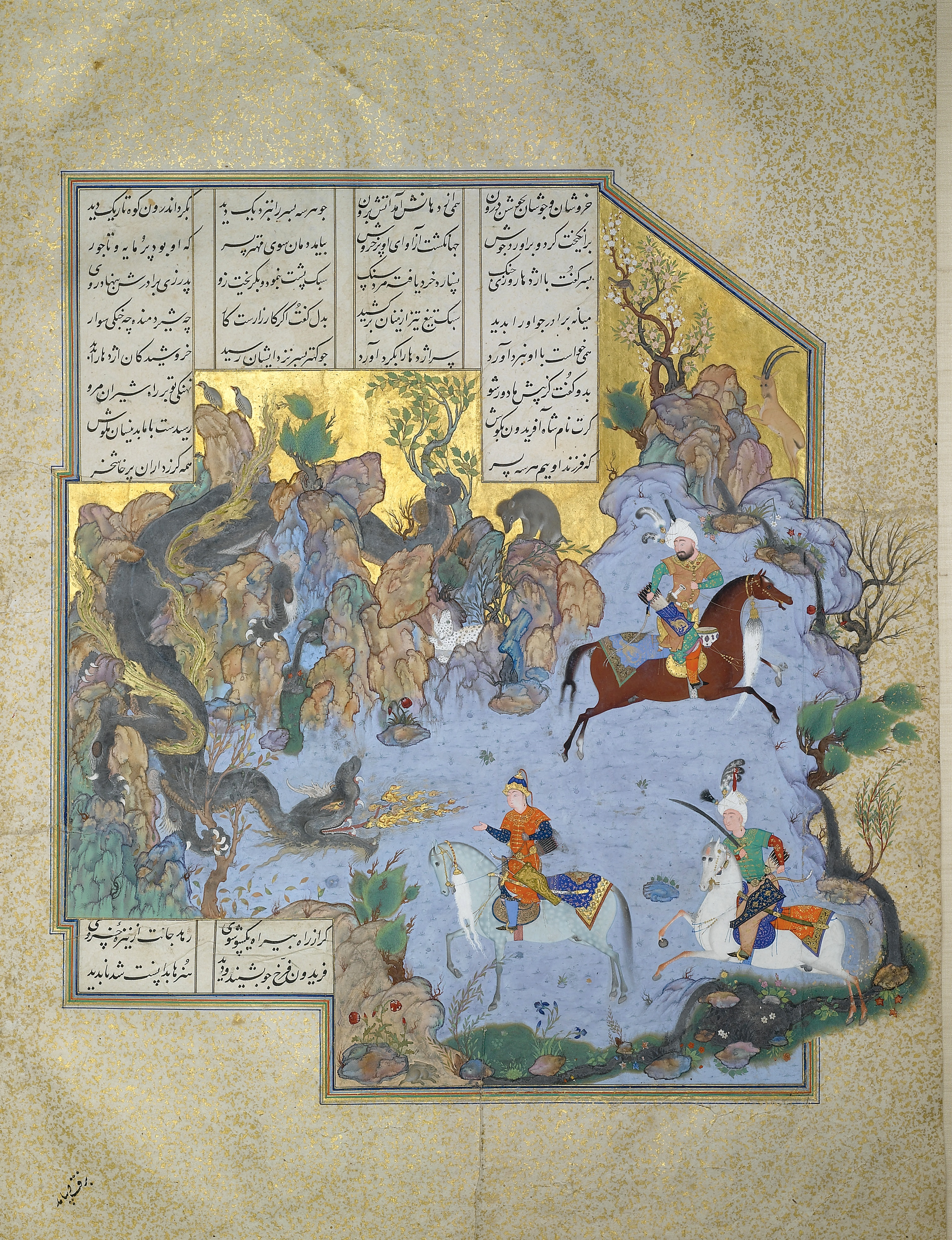
Fereidoen test zijn drie zonen in de gedaante van een draak. Shahnameh van Shah Tahmasp, toegeschreven aan Aqa Mirak, Perzië, c. 1525-35

Sarv zet zijn jongste dochter op de troon van de oudste en vice versa en vraagt aan de drie broers wie de oudste, de middelste en de jongste is. Na hun goede antwoord geeft Sarv de jongste prinses aan de jongste prins, de middelste aan de middelste prins en de oudste aan de oudste prins. Die nacht slapen de broers in de rozentuin, waar Sarv een ijzige wind doet opkomen. Door hun kennis van magie weten de broers de nacht te overleven. 's Morgens geeft Sarv zijn dochters aan de prinsen en schenkt hen schatten om mee naar Fereidoen te vertrekken. Op de weg terug test Fereidoen zijn zonen: hij verschijnt als een vuurspuwende draak. De oudste broer vlucht, de middelste spant dapper zijn boog en de jongste beveelt hem uit de weg te gaan. De draak verdwijnt en Fereidoen verschijnt als hun vader. Pas nu bedenkt Fereidoen passende namen voor zijn zonen: de oudste heet Salm, omdat hij Salamat (veiligheid) zocht, de middelste heet Tur vanwege zijn moed en de jongste heet Iraj, omdat hij de meest prijzenswaardige krijger is. Ook hun vrouwen krijgen een naam: Salms vrouw heet Arezu (Begeerte), Turs vrouw heet Mah-e Azadeh Kui (Maan met Vrije Geest) en Irajs vrouw heet Sahi (Lang en Slank).
Fereidoen besluit de wereld onder zijn zonen te verdelen: Salm krijgt het Westen, Tur wordt heer van Turan (Centraal-Azië) en Iraj krijgt de kroon van Perzië en Arabië. Maar Salm is ontevreden en schrijft er zijn broer Tur over. Samen berichten ze hun vader Fereidoen dat hij beter Iraj zijn kroon kan ontnemen. Iraj gaat zijn broers bezoeken en zelfs als hij hen zegt, dat hij wil afzien van zijn koninkrijk, krijgt hij van Tur een gouden troon tegen het hoofd. Iraj waarschuwt hen geen moordenaars te worden, maar Tur trekt een dolk uit zijn laars, splijt hem in tweeën en stuurt zijn hoofd naar hun vader Fereidoen. Fereidoen is ontroostbaar.
Een vrouw uit Irajs harem, Mah-Afarid, is zwanger van een dochter en zij wordt uitgehuwelijkt aan Pashang. Een zoon van Mah-Afarid, Manuchehr, wordt door Fereidoen als kroonprins opgevoed en zal wraak nemen op Salm en Tur.